# Tân Long, thành phố Thái Nguyên
Tân Long là một phường thuộc thành phố Thái Nguyên, tỉnh Thái Nguyên, Việt Nam.

## Địa lý
Phường Tân Long nằm ở phía bắc thành phố Thái Nguyên, có vị trí địa lý:
- Phía đông giáp phường Quan Triều
- Phía tây giáp xã Sơn Cẩm
- Phía nam giáp xã Phúc Hà
- Phía bắc giáp xã Sơn Cẩm.

Phường Tân Long có diện tích 2,26 km², dân số năm 1999 là 6.045 người, mật độ dân số đạt 2.670 người/km².
Quốc lộ 3 cùng tuyến đường tránh thành phố Thái Nguyên chạy qua địa bàn phường. Ngoài ra, tuyến đường sắt Quan Triều - Núi Hồng cũng đi qua phường Tân Long.

## Lịch sử
Địa bàn phường Tân Long hiện nay trước đây vốn là xóm Tân Long thuộc xã Sơn Cẩm, huyện Phú Lương, được sáp nhập vào thành phố Thái Nguyên vào ngày 19 tháng 10 năm 1962 và chuyển thành phường Tân Long như hiện nay.
Đến năm 2019, phường Tân Long được chia thành 20 tổ dân phố, đánh số từ 1 tới 20.
Ngày 11 tháng 12 năm 2019, sáp nhập một phần của hai tổ dân phố 3 và 5 vào tổ dân phố 1, sáp nhập tổ dân phố 7 và phần còn lại của tổ dân phố 5 thành tổ dân phố 2 (mới), sáp nhập hai tổ dân phố 2 (cũ) và 4 thành tổ dân phố 3, sáp nhập tổ dân phố 6 và một phần tổ dân phố 8 thành tổ dân phố 4, sáp nhập tổ dân phố 9 và phần còn lại của tổ dân phố 3 vào tổ dân phố 5, sáp nhập tổ dân phố 10 và một phần các tổ dân phố 12, 13 thành tổ dân phố 6, sáp nhập tổ dân phố 14 và phần còn lại của tổ dân phố 13 thành tổ dân phố 7, sáp nhập hai tổ dân phố 15, 16 và phần còn lại của tổ dân phố 17 thành tổ dân phố 8, sáp nhập tổ dân phố 11 và phần còn lại của hai tổ dân phố 12, 17 thành tổ dân phố 9, sáp nhập ba tổ dân phố 18, 19, 20 thành tổ dân phố 10.

## Hành chính
Phường Tân Long được chia thành 10 tổ dân phố: 1, 2, 3, 4, 5, 6, 7, 8, 9, 10.

## Kinh tế - xã hội

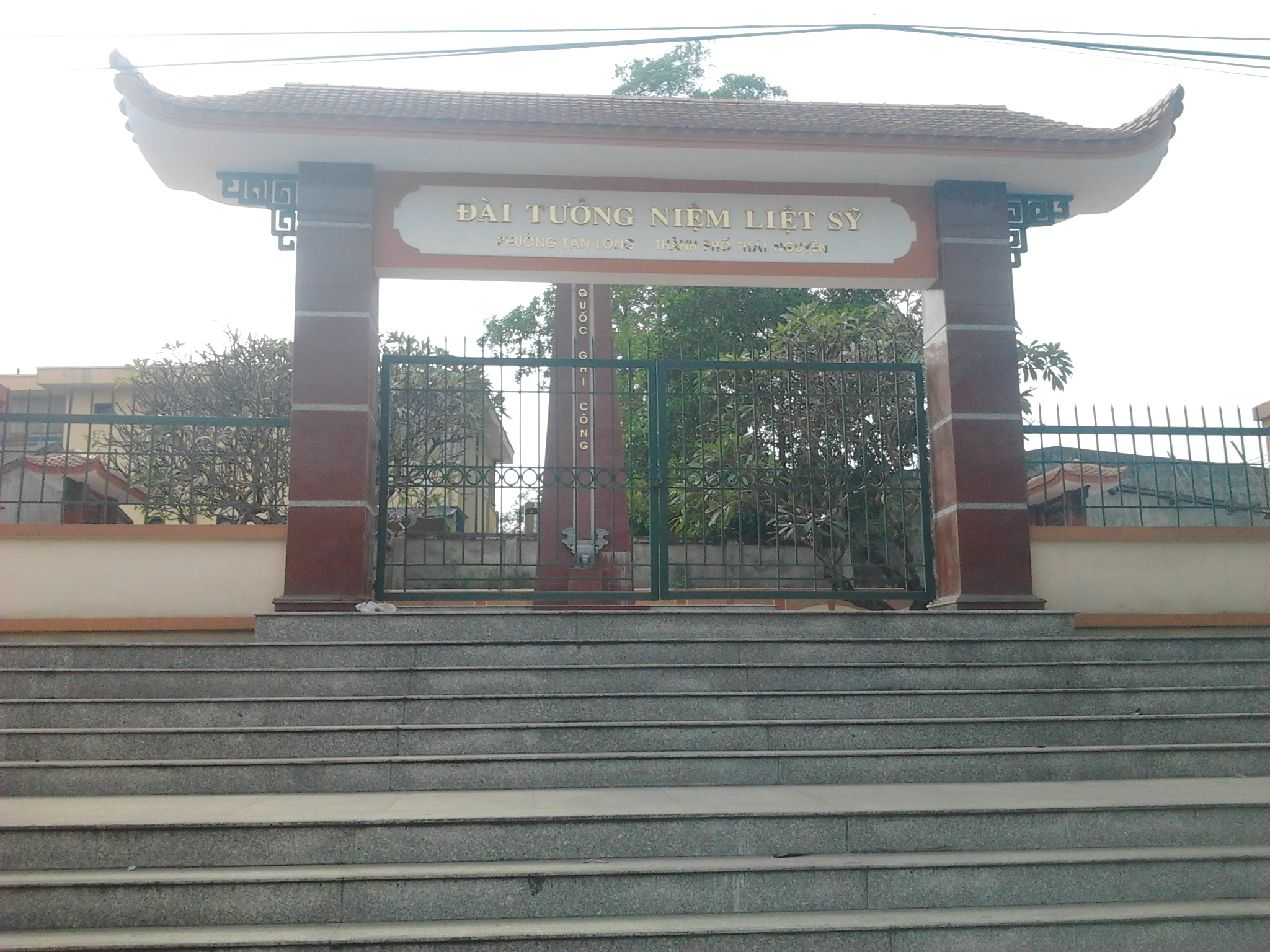
Đài tưởng niệm liệt sĩ phường Tân Long

### Giáo dục
Trên địa bàn phường Tân Long có trường Mầm non Tân Long, trường Tiểu học Tân Long và trường Trung học cơ sở Tân Long. Phường cũng nằm gần trường Cao đẳng Công nghiệp Thái Nguyên.